# Acoso sexual en México
El concepto de acoso sexual en México se ha ido desarrollando recientemente. El acoso sexual se define como "la acción de molestar y/o perseguir a alguien, con motivos o intenciones sexuales" y se usa como sinónimo de hostigamiento. Esta última palabra ha sido preferida por la legislación mexicana, sobre todo por las normas penales.

## Definiciones del acoso sexual
Existen muchas definiciones de acoso sexual, a continuación se mostrarán algunas de ellas:
a. Conducta verbal o física, cuyo autor sabe o debería saber que es ofensiva para la víctima, entendiendo que el comportamiento es de naturaleza sexual. Se convierte en ilícita cuando amenace a la víctima con fundamentar decisiones dentro del empleo, por el uso del poder y cuando la propia víctima entienda que dicha conducta le perjudica en su ambiente de trabajo.
b. Toda conducta verbal o física de connotación sexual cuyo autor sabe, o debería saber, que es ofensivo para la víctima.
c. Persecución que tiene como fundamento el trabajo en relación de dependencia con motivo o en ocasión del trabajo bajo la dirección del empleador o personal jerárquico, situación que importa una discriminación en la comunidad laboral para el trabajador que no acepta el asedio o el avance sexual y que produce o puede producir en él un cambio en las condiciones de trabajo, la cesantía o cualquier forma de menoscabo en su condición de ser humano y trabajador, importando a su vez una restricción a la libertad de elegir.
La Suprema Corte de Justicia de la Nación define este comportamiento en su Acuerdo General de Administración número III/2012 como los "actos o comportamientos de índole sexual, en un evento o en una serie de ellos, que atentan contra la autoestima, la salud, la integridad, la libertad y la seguridad de las personas; entre otros: contactos físicos indeseados, insinuaciones u observaciones marcadamente sexuales, exhibición no deseada de pornografía, o exigencias sexuales verbales o de hecho."

En dicha normativa interna, el Máximo Tribunal de México determina que esta conducta se configura independientemente de las relaciones de poder entre quienes se suscita, e identifica dos tipos de acoso sexual: (i) chantaje sexual o quid pro quo, y (ii) acoso sexual ambiental. El chantaje sexual lo define como:
Requerimientos de favores sexuales a cambio de un trato preferencial, o promesa de él, en su situación actual o futura en el empleo, cargo o comisión; como amenaza respecto de esa situación; o como condición para su aceptación o rechazo en un empleo, cargo o comisión.

Y al acoso sexual de carácter ambiental, de la siguiente manera: 
Acercamientos corporales u otras conductas de naturaleza sexual indeseadas u ofensivas para quien las recibe, utilización de expresiones o imágenes de naturaleza sexual que razonablemente resulten 5 humillantes u ofensivas para quien las recibe.
El Acuerdo General de Administración III/2012 retoma el criterio establecido en el precedente constitucional norteamericano emanado de la sentencia Meritor Savings Bank v. Vinson, en la que se estableció que existían dos tipos de acoso sexual que podían vulnerar el Título VII de la Ley sobre Derechos Civiles de 1964 (Civil Rights Act): el acoso que condiciona la obtención de beneficios en el empleo a a cambio de favores sexuales y aquel que crea un ambiente hostil u ofensivo en el lugar de trabajo.

## Legislación contra el acoso
La normativa que rige a esta conducta en México es la Ley General de Acceso de las Mujeres a una Vida Libre de Violencia (LGAMVLV), el Código Penal Federal, los códigos penales locales del país y las normas de carácter laboral. La primera, la LGAMVLV, establece en su artículo 13 que el acoso sexual y el hostigamiento sexual son conductas en las que existe el ejercicio abusivo del poder, expresado en conductas verbales o físicas de connotación lasciva. Este cuerpo normativo establece que el elemento distintivo del hostigamiento es que en dicha conducta existe una relación de subordinación y en el acoso no.
La Ley Federal del Trabajo retoma las definiciones de la Ley General de Acceso de las Mujeres a una Vida Libre de Violencia y hace la misma distinción entre el acoso sexual y el hostigamiento sexual en su artículo 3 Bis. Considera a dichas conductas como causas de rescisión de la relación de trabajo y establece multas en caso de que el patrón realice actos de acoso u hostigamiento sexual o los tolere.
Por su parte, el Código Penal Federal impone una multa para quien comete acoso sexual e identifica que éste debe realizarse (a) con fines lascivos, (b) aprovechándose de una posición jerárquica derivada de relaciones laborales, docentes, domésticas o cualquiera otra que implique subordinación, estableciendo que si la persona que comete el acoso sexual es servidor público, se le destituirá del cargo y podrá ser inhabilitado para ocupar cualquier otro cargo público hasta por un año. Esta legislación establece como elemento de existencia de la conducta el que haya causado un perjuicio o daño y solo podrá perseguirse por querella.